# Serie A2 2022-2023 (pallanuoto maschile)
La Serie A2 2022-2023 è stata la 39ª edizione di questo torneo, che dal 1984-1985 rappresenta il secondo livello del campionato italiano maschile di pallanuoto.
Il campionato era diviso in due fasi. La prima fase con gare di andata e ritorno è iniziata il 5 novembre 2022 e si è conclusa il 13 maggio 2023, la seconda fase (play-off) si è svolta nel giugno 2023 ed ha decretato le due squadre promosse in Serie A1.
Le 24 squadre partecipanti erano suddivise in 2 giorni da 12 squadre Nord e Sud.
Le squadre retrocesse dalla Serie A1 2021-2022 erano la Lazio ed il Metanopoli.

## Squadre partecipanti

### Girone Nord
| Club              | Città         | Piscina                          | Stagione 2021-2022    |
| ----------------- | ------------- | -------------------------------- | --------------------- |
| Arenzano          | Arenzano (GE) | Piscina comunale                 | in Serie A2 2021-2022 |
| Brescia           | Brescia       | Piscina comunale                 | in Serie A2 2021-2022 |
| Camogli           | Camogli (GE)  | Piscina comunale "Giuva Baldini" | in Serie A2 2021-2022 |
| Chiavari          | Chiavari      | Piscina comunale                 | in Serie B 2021-2022  |
| Como              | Como          | Piscina olimpica comunale        | in Serie A2 2021-2022 |
| Imperia           | Imperia       | Piscina Felice Cascione          | in Serie A2 2021-2022 |
| Lavagna '90       | Lavagna (GE)  | Piscina comunale                 | in Serie A2 2021-2022 |
| Metanopoli        | Milano        | Piscina Comunale                 | in Serie A1 2021-2022 |
| Plebiscito Padova | Padova        | Piscina Comunale                 | in Serie B 2021-2022  |
| President Bologna | Bologna       | Piscina Carmen Longo             | in Serie A2 2021-2022 |
| Sori              | Sori          | Piscina Comunale                 | in Serie A2 2021-2022 |
| Torino '81        | Torino        | Palazzo del Nuoto                | in Serie A2 2021-2022 |

### Girone Sud
| Club              | Città              | Piscina                                     | Stagione 2021-2022    |
| ----------------- | ------------------ | ------------------------------------------- | --------------------- |
| Acquachiara       | Napoli             | Piscina Comunale (Santa Maria Capua Vetere) | in Serie A2 2021-2022 |
| Civitavecchia     | Civitavecchia (RM) | Stadio del Nuoto "Marco Galli"              | in Serie A2 2021-2022 |
| Canottieri Napoli | Napoli             | Piscina "Alba Oriens" (Casoria)             | in Serie A2 2021-2022 |
| Florentia         | Firenze            | Piscina Goffredo Nannini                    | in Serie A2 2021-2022 |
| Ischia            | Ischia             | Piscina Comunale                            | in Serie B 2021-2022  |
| Latina            | Latina             | Piscina Comunale (Anzio, RM)                | in Serie A2 2021-2022 |
| Lazio             | Roma               | Piscina Comunale Foro Italico               | in Serie A1 2021-2022 |
| Olympic Roma      | Roma               | Foro Italico - Piscina dei "Mosaici"        | in Serie A2 2021-2022 |
| Palermo           | Palermo            | Piscina Comunale                            | in Serie A2 2021-2022 |
| Pescara           | Pescara            | Piscine Le Naiadi                           | in Serie B 2021-2022  |
| Roma Vis Nova     | Roma               | Piscina Comunale (Monterotondo, RM)         | in Serie A2 2021-2022 |
| Vela Ancona       | Ancona             | Piscina del Passetto                        | in Serie A2 2021-2022 |

## Play-off

### Tabellone 1
|  | Semifinali | Semifinali   | Semifinali   | Semifinali | Semifinali |  |  | Finale    | Finale    | Finale | Finale | Finale |  |
|  |            |              |              |            |            |  |  |           |           |        |        |        |  |
|  | 1N         | Camogli      | Camogli      | 12         | 13         |  |  |           |           |        |        |        |  |
|  | 4S         | Olympic Roma | Olympic Roma | 3          | 10         |  |  | Camogli   | Camogli   | 11     | 8      | 13     |  |
|  | 2S         | Florentia    | Florentia    | 10         | 16         |  |  | Florentia | Florentia | 10     | 10     | 10     |  |
|  | 3N         | Brescia      | Brescia      | 9          | 15         |  |  |           |           |        |        |        |  |

### Tabellone 2
|  | Semifinali | Semifinali        | Semifinali    | Semifinali | Semifinali |  |  | Finale        | Finale        | Finale        | Finale | Finale |  |
|  |            |                   |               |            |            |  |  |               |               |               |        |        |  |
|  | 1S         | Roma Vis Nova     | Roma Vis Nova | 18         | 10         |  |  |               |               |               |        |        |  |
|  | 4N         | Sori              | Sori          | 5          | 7          |  |  | Roma Vis Nova | Roma Vis Nova | Roma Vis Nova | 15     | 11     |  |
|  | 2N         | Torino '81        | 10            | 6          | 12         |  |  | Torino '81    | Torino '81    | Torino '81    | 6      | 9      |  |
|  | 3S         | Canottieri Napoli | 8             | 10         | 10         |  |  |               |               |               |        |        |  |